# Economia Portugaliei

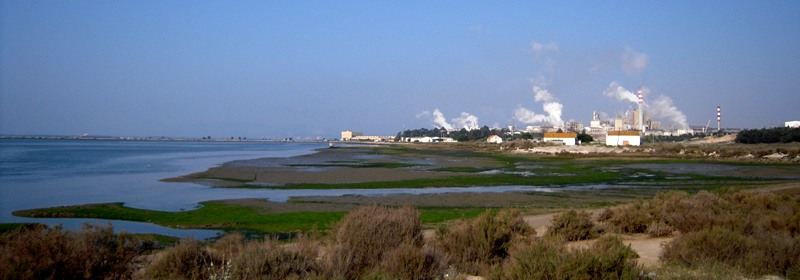
Fabrică de hârtie Portucel în Setúbal, Portugalia.

Economia Portugaliei este una diversificată și în continuă creștere, bazată pe servicii de la aderarea la Uniunea Europeană în 1986. 72.8% din produsele exportate de Portugalia se îndreaptă către state din Uniunea Europeana. În ultimul deceniu, guverne succesive au privatizat multe firme controlate de stat și au liberalizat zone cheie ale economiei, incluzând sectoarele financiare și de telecomunicații. Țara s-a calificat pentru Uniunea Monetară Europeană (EMU) în 1998 și a început să folosească noua sa deviză, euro, pe 1 ianuarie 2002 împreună cu 11 alte economii membre UE.
Creșterea economică a fost deasupra mediei UE pentru marea majoritate a deceniului trecut. 
Deficitul bugetar a scăzut de la 11.2% din PIB în 2010 la 4.8% din PIB în 2014.
În Portugalia își au sediul câteva companii cu reputație internațională, cum ar fi The Navigator Company, o mare companie în industria hârtiei; Sonae Indústria, cel mai mare producător de panouri din lemn; Amorim, cel mai mare producător de dopuri de lemn; Conservas Ramirez, cel mai vechi producator de conserve;[30] Cimpor, unul din primele zece producătoare de ciment; EDP Renováveis, al treilea mare producător de energie eoliana; Jerónimo Martins, producător de bunuri de consum; TAP Air Portugal, recunoscută pentru siguranță, companie aeriană care face legătura dintre Europa, Africa și America Latină (în special Brazilia)

### Agricultură
În sudul țării se cultivă migdali, portocali, stejari de plută și viță de vie. De asemenea, pe platourile netede și la câmpie se cultivă cereale: grâu și orez. Pentru a împiedica eroziunea solului, în unele zone relieful este terasat.